# Ringtee tänav
La rue de la Rocade (estonien : Ringtee tänav) est une rue de Tartu en Estonie.

## Présentation
Ringtee est une rue du quartier industriel de Ropka à Tartu. Elle est principalement bordée de bâtiments de bureaux et industriels.
La rue s'étend de la rue Võru tänav à la rue Turu tänav et mesure environ 1,5 km de long.
La rue Ringtee a été reconstruite en tant que route à quatre voies en 2012-2013 dans le cadre du projet Idaringtee.
Jusqu'en 2022, le tronçon de la route Tallinn-Tartu-Võru-Luhamaa du rond-point d'Ilmatsalu au carrefour de Postimaja s'appelait également Ringtee, depuis les modifications des noms de lieux, ce tronçon s'appelle Lääneringtee.

## Lieux et bâtiments

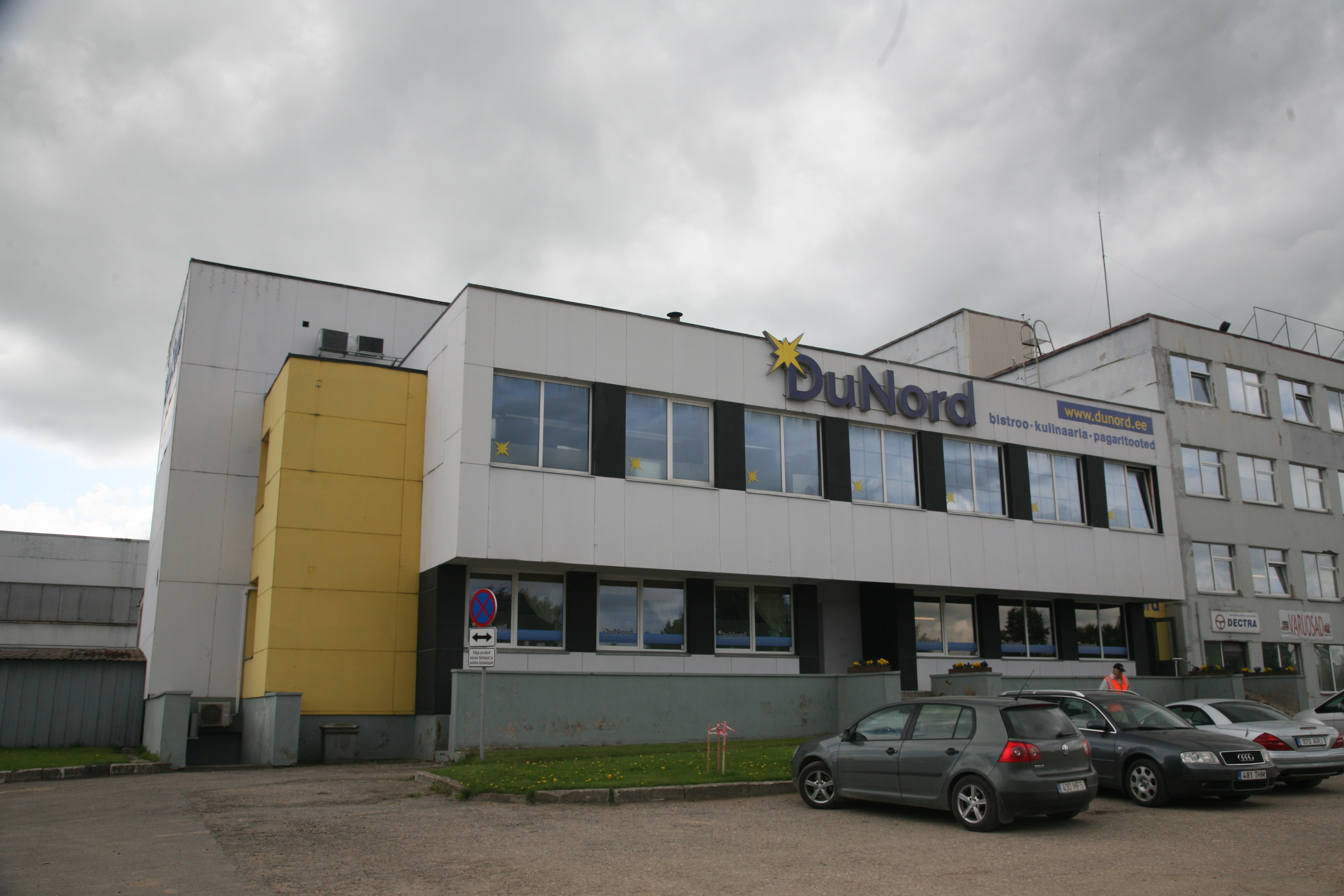
Du Nord.
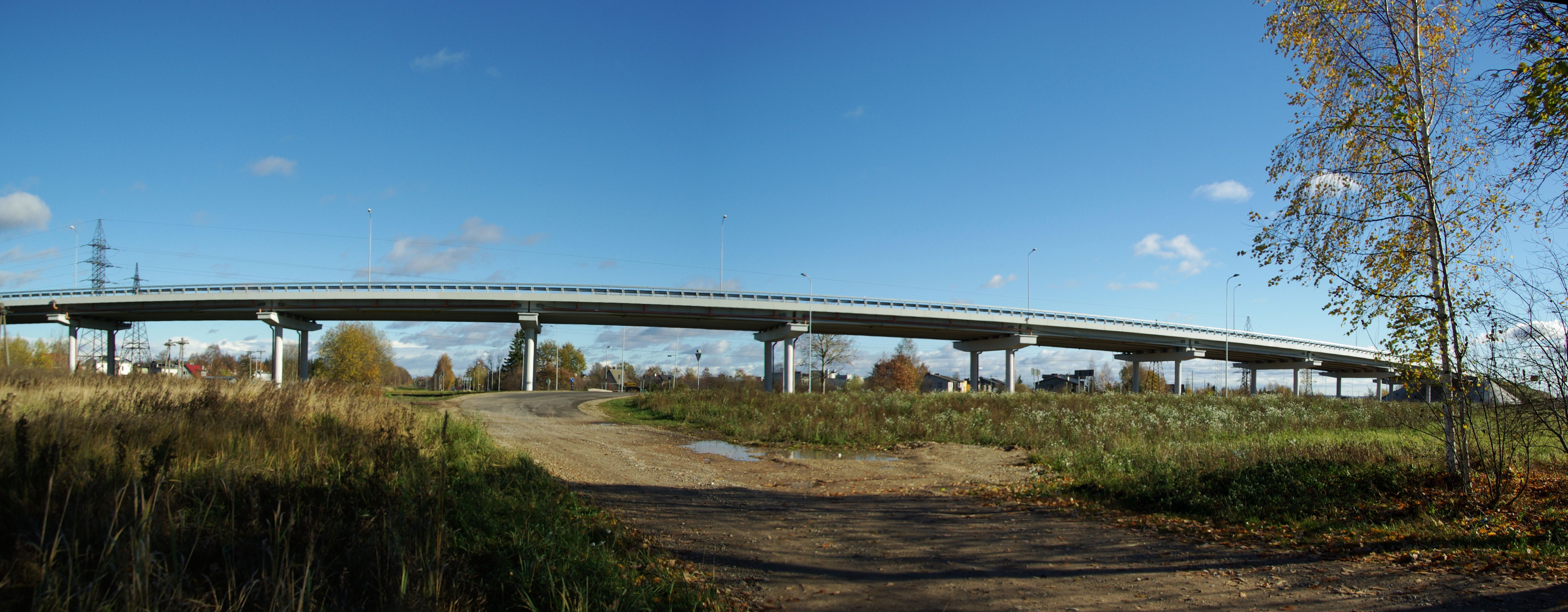
Pont de Variku.
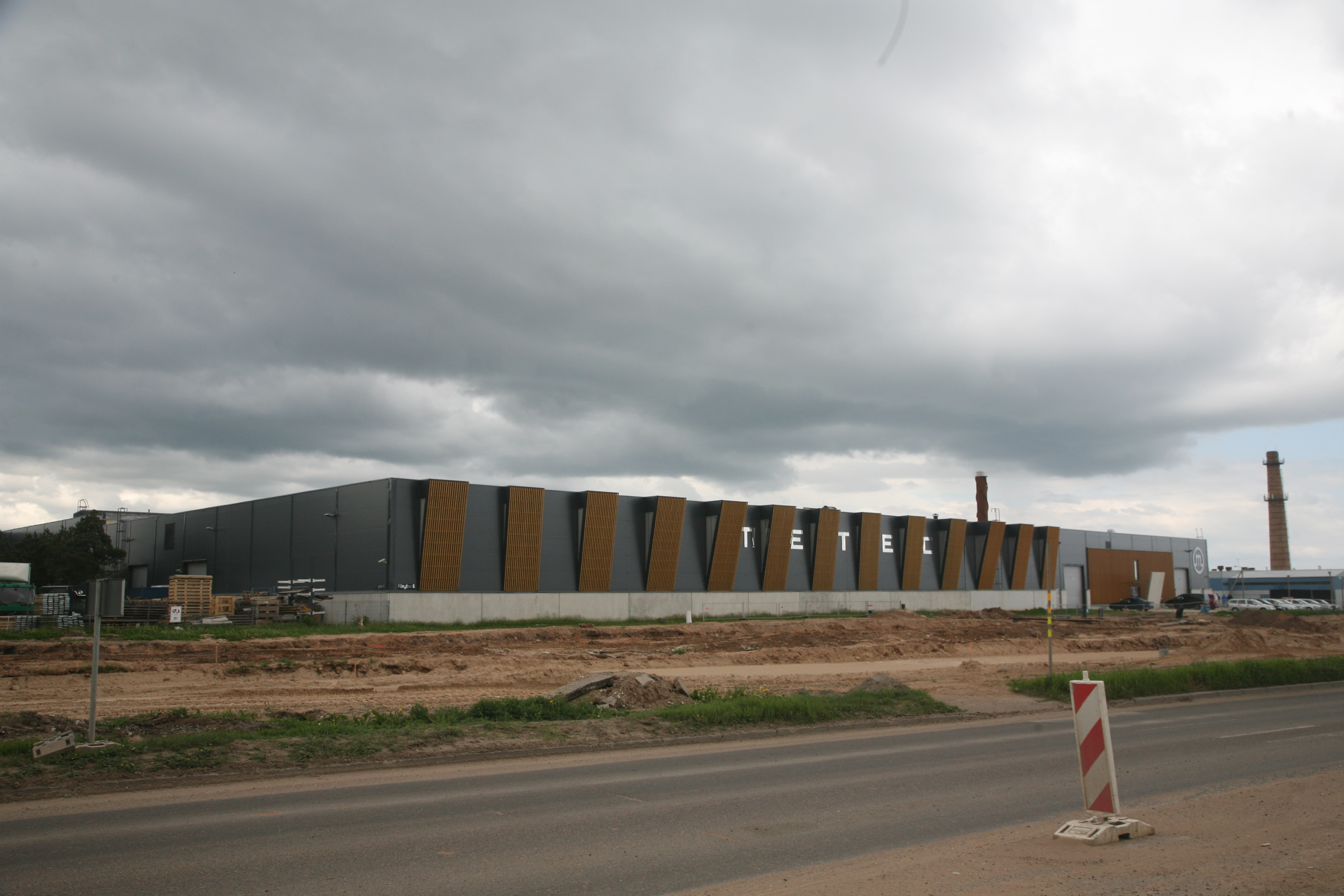
Meteci.
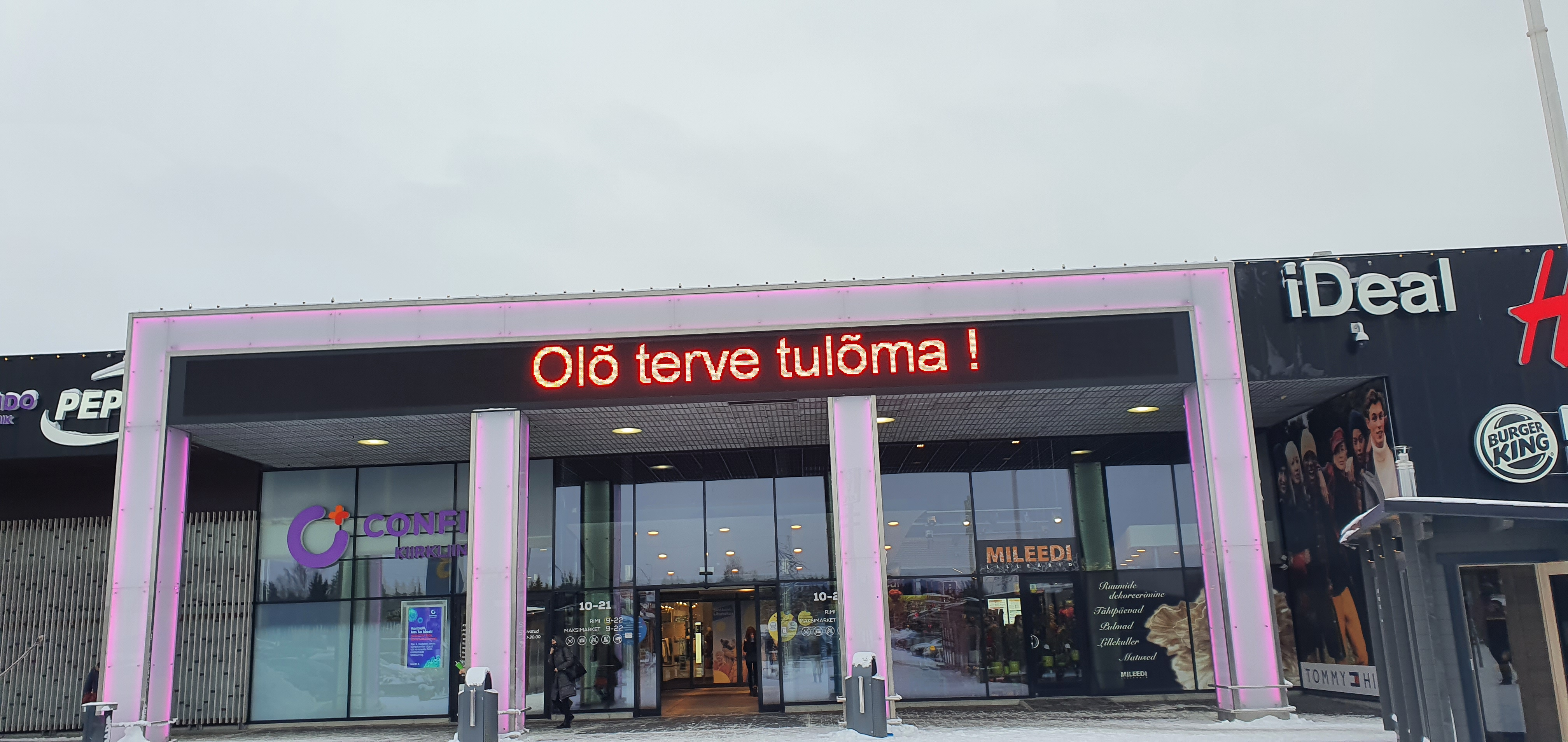
Ringtee 75, Lõunakeskus
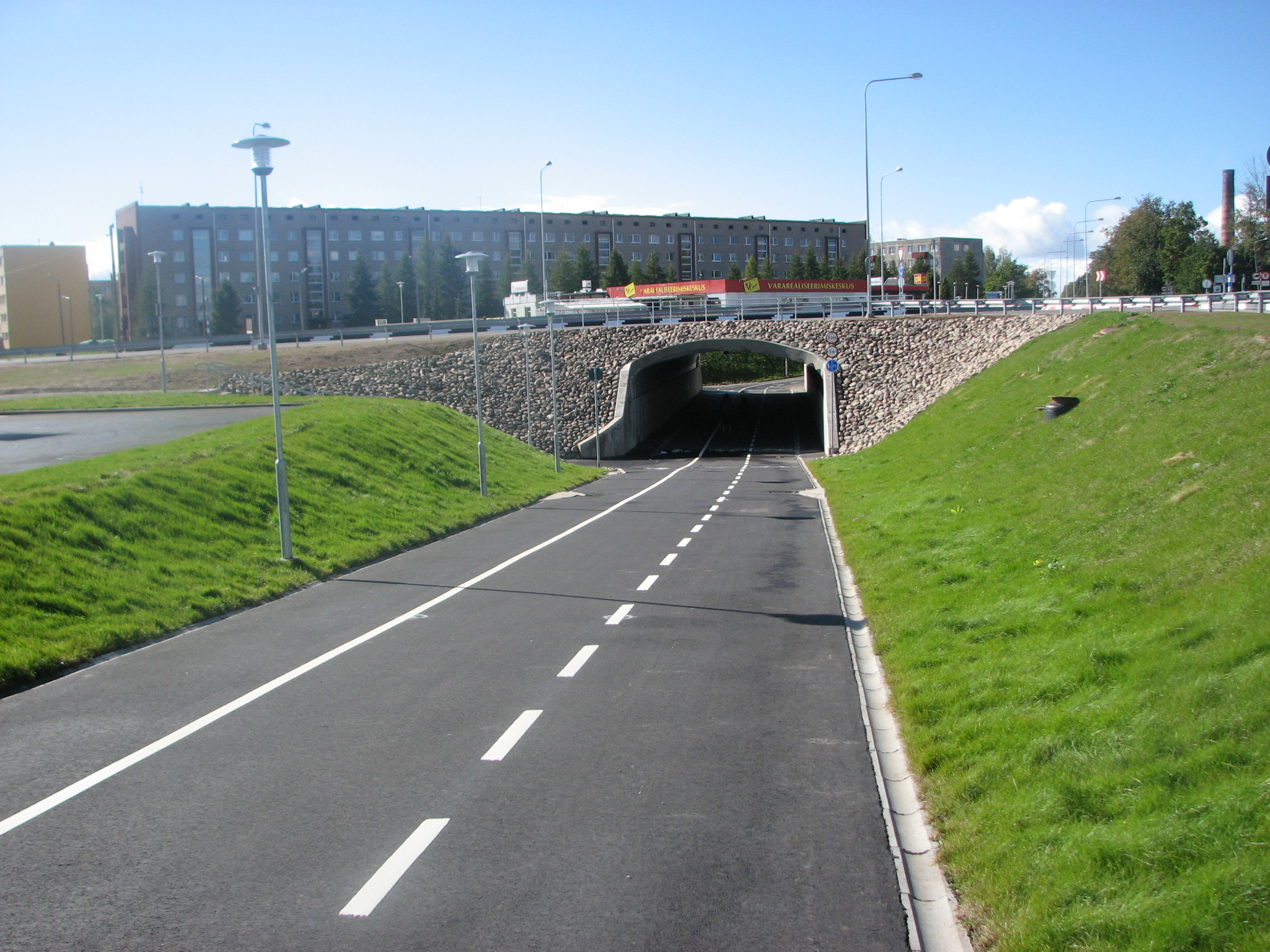
Tunnel Ringtee-Aardla